# Evangelische Pfarrkirche Oberschützen

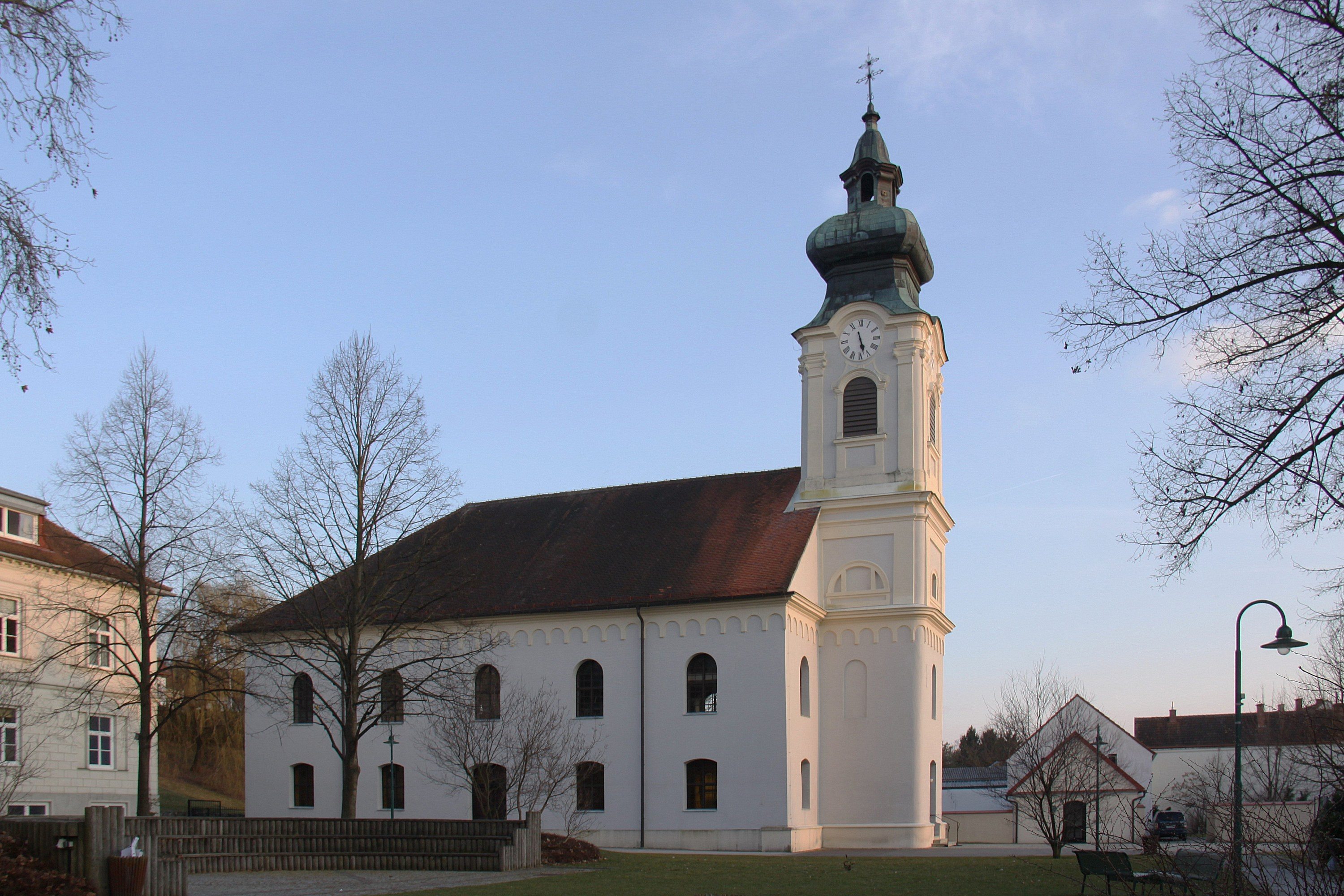
Evangelische Pfarrkirche in Oberschützen, Nordseite

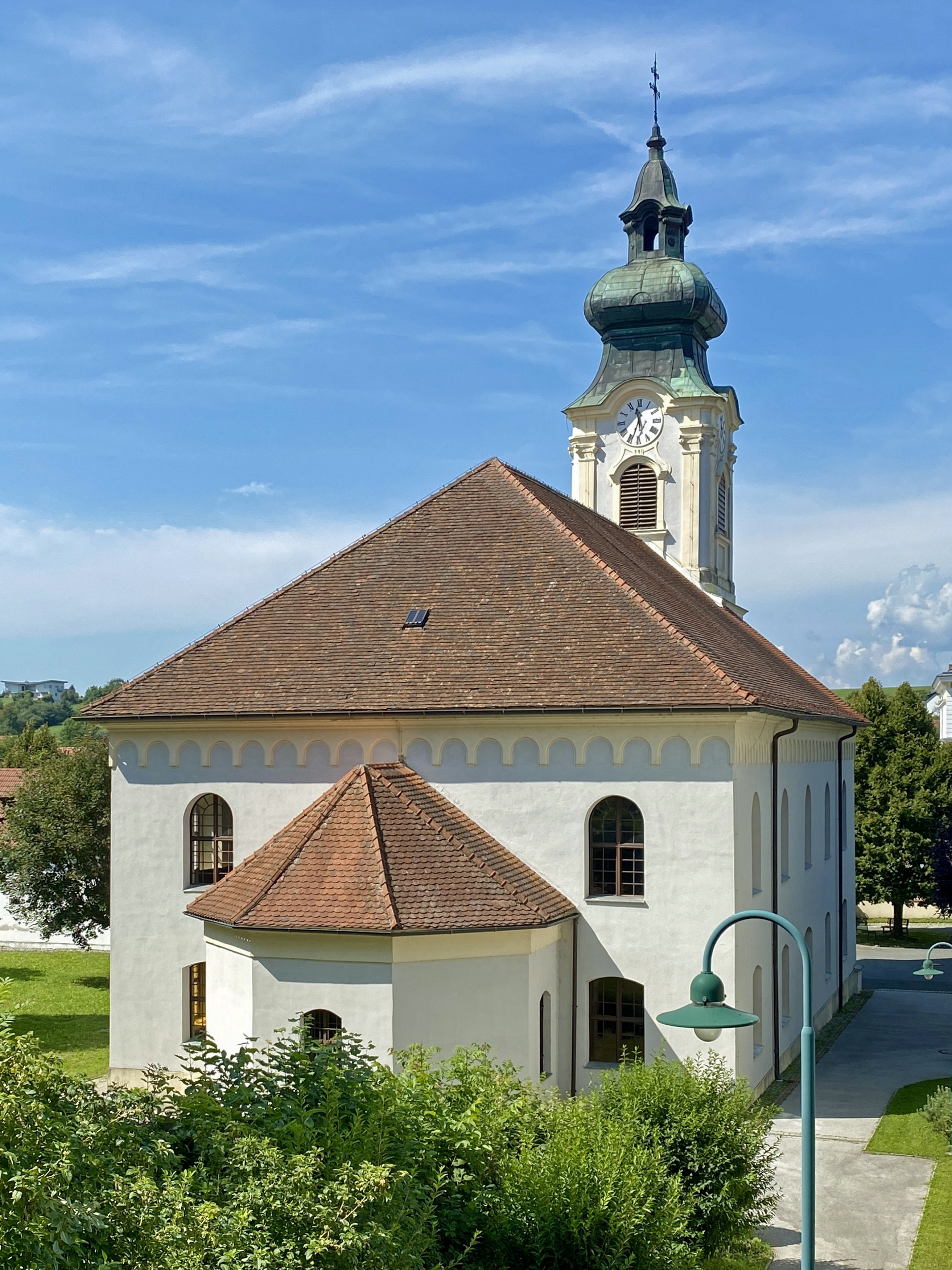
Rückseite der Kirche

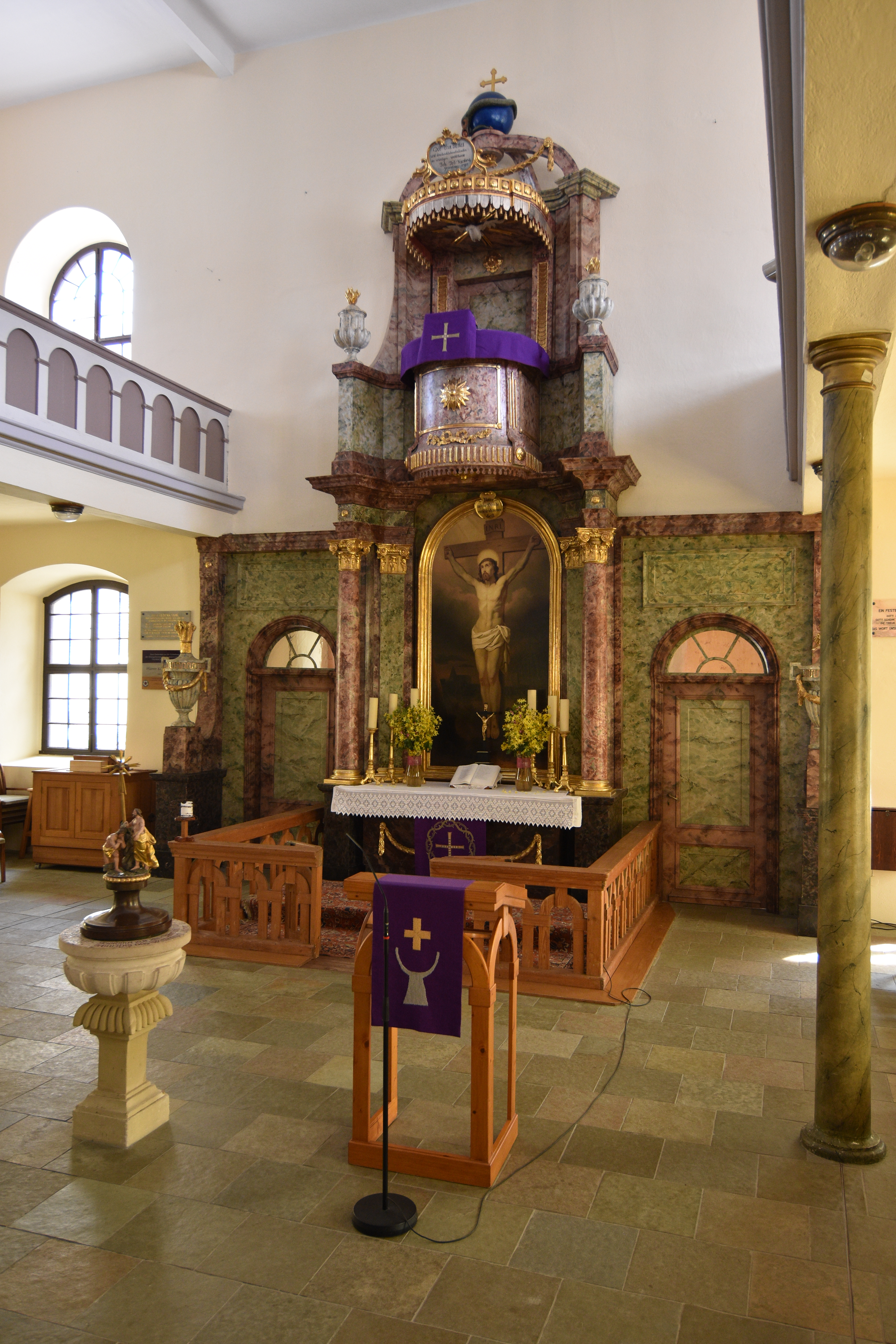
Innenansicht der Kirche

Die evangelisch-lutherische Pfarrkirche Oberschützen steht in der Gemeinde Oberschützen im Bezirk Oberwart im Burgenland. Die Kirche gehört zur Superintendentur A. B. Burgenland und steht unter Denkmalschutz.

## Geschichte
Die Bevölkerung von Oberschützen hatte schon im 16. Jahrhundert die Reformation angenommen und blieb auch während der Zeit der Gegenreformation überwiegend evangelisch. Gleich nach dem Toleranzpatent von 1781 wurde eine Pfarrgemeinde gegründet, zu der anfangs auch Oberwart und Unterschützen gehörten. Mit dem Bau der Kirche wurde 1783 begonnen; am 27. November 1785 konnte sie eingeweiht werden. Der Turm wurde 1803 durch den Baumeister Matthias Preising aus Pinkafeld errichtet. 1861/1862 erfolgte ein Umbau mit einer Erhöhung des Kirchenschiffes und der Aufstellung einer neuen Einrichtung. 1863 wurde der Turm repariert.
Von 1818 bis 1848 wirkte Gottlieb August Wimmer als Pfarrer an der Kirche. Er gründete 1845 ein „Armenschullehrerseminar“ und 1846 das Evangelische Gymnasium Oberschützen. Wegen seiner Beteiligung an der ungarischen Revolution musste er nach Deutschland auswandern. Einer seiner Nachfolger war Theophil Beyer, ab 1916 Pfarrer und von 1924 bis 1940 zugleich erster Superintendent der Superintendentur A. B. Burgenland.

## Architektur
Der große rechteckige Kirchenbau hat zwei Fensterreihen und ein Rundbogenfries an den Längswänden. Der Westturm hat ein reich dekoriertes Obergeschoß und trägt einen Zwiebelhelm. An der Ostwand steht ein kleiner Sakristeianbau mit einem Fünfachtelschluss.
Das Langhaus zeigt sich als heller Raum ohne Jochteilung unter einer flachen Decke mit einer Empore über drei Seiten auf Gusseisenstützen.

## Ausstattung
Den Kanzelaltar schuf 1862 der Tischlermeister Schranz mit dem Vergolder Franz Rohrer. Der hohe Altaraufbau zeigt zwischen Säulen ein Altarbild von Carl Johann Nepomuk Hemerlein. Oberhalb des Altars ist über einem Gesims und zwischen Vasenpodesten ein Kanzelkorb angebracht, der über einer Rückwand von einem baldachinartigen Schalldeckel überdeckt ist.
Das Taufbecken hat eine Buckelschale aus Marmor als Stiftung von 1785 und trägt auf dem Deckel eine plastische Täufergruppe.
Die Orgel baute Carl Hesse (1862).